# 핸드셋

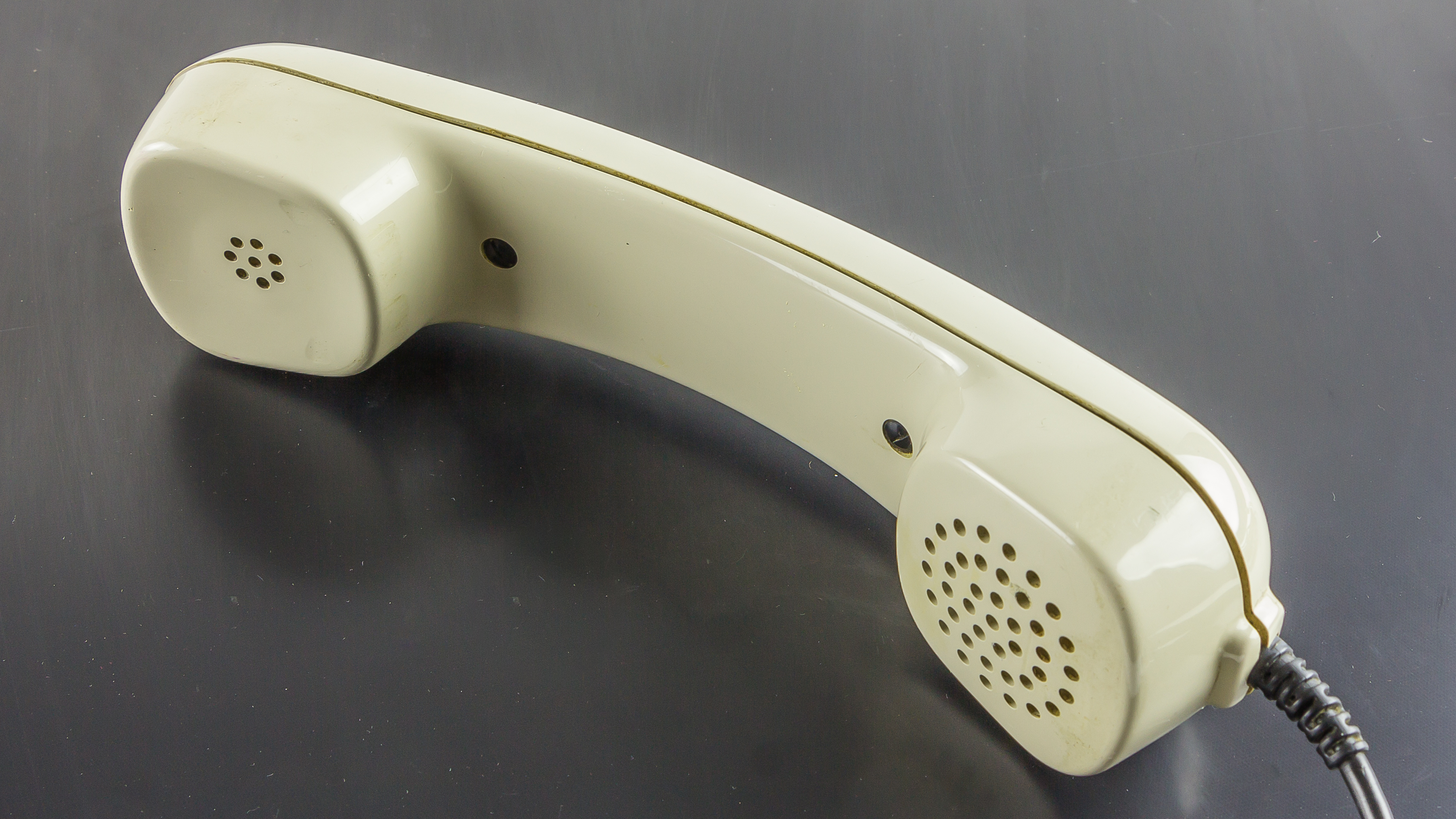

핸드셋(handset)은 사용자가 수신기를 통해 오디오를 수신하고 내장된 송신기를 사용하여 원격 상대방과 대화하기 위해 사용자가 귀와 입에 대는 전화기의 부품이다. 초기 전화기에서는 송신기가 전화기 자체에 직접 장착되어 편리한 높이의 벽에 부착되거나 책상이나 테이블 위에 배치되었다. 코드리스 전화기가 출현할 때까지 송수화기는 일반적으로 유연한 반짝이는 와이어 코드를 사용하여 기본 장치에 연결되었다.
무선 전화기의 수화기에는 전화선에 연결된 기지국을 통해 통신을 중계하는 무선 송수신기가 포함되어 있다. 휴대 전화는 기지국이 필요하지 않으며 지정된 주파수 대역에서 셀 사이트와 직접 통신한다.

## 같이 보기
- 헤드셋